# Antonio Palomba
Antonio Palomba (Napoli, 20 dicembre 1705 – Napoli, 1769) è stato un librettista e poeta italiano.
Poco si conosce della sua vita. Fu attivo come poeta e notaio principalmente nella città natale, a Firenze, Bologna e all'estero. Nel 1749 fu anche maestro di cembalo al Teatro della Pace a Napoli. Morì nel 1769 a causa di un'epidemia.
Librettista fecondo e di facile vena, fu dedito esclusivamente al teatro musicale comico e i suoi libretti, alcuni in napoletano, furono musicati dai maggiori esponenti della scuola musicale napoletana.

## Libretti
- La maestra
- La donna di tutti i caratteri
- La Gismonda
- La Matilde
- La donna vana
- L'Origille
- Lo chiacchiarone
- Il gioco de' matti
- La scaltra letterata
- L'Olindo
- Le gare generose
- Lo sposo di tre e marito di nessuna
- La scuola moderna o sia la maestra di buon gusto
- La mogliere traduta
- L'Orazio
- Il finto turco
- Il finto pastorello
- Il chimico
- L'amante tradito
- Le donne dispettose
- La celia
- La serva bacchettona
- Il ciarlone
- La Rosmonda
- La moglie gelosa
- L'Elisa
- Il Marchese Sgrana
- Il cavalier parigino
- L'errore amoroso
- Monsieur Petitone (basato su Monsieur Petiton di Carlo Goldoni)
- La Faustina
- L'amore ingegnoso
- L'amore in maschera
- La schiava amante
- La villana nobile
- Li despiette d'ammore
- La commediante
- La Camilla
- La giocatrice bizzarra
- Don Saverio
- I travestimenti amorosi
- La Violante
- La Clemenza di Tito
- Il Demetrio